# 29706 Сімонетта
29706 Сімонетта (29706 Simonetta) — астероїд головного поясу, відкритий 25 грудня 1998 року.
Тіссеранів параметр щодо Юпітера — 3,511.